# Tieke Falls
Die Tieke Falls sind ein Wasserfall im Gebiet der Ortschaft Waihaha am Westufer des Lake Taupō in der Region Waikato auf der Nordinsel Neuseelands. Er liegt im Lauf des Waihaha River. Seine Fallhöhe beträgt 37 Meter.
Vom Parkplatz an der Brücke des New Zealand State Highway 32 über den Waihaha River führt ein Wanderweg in rund zwei Stunden in östlicher Richtung zum Wasserfall.